# Campeonato Mundial de Esquí Alpino de 1972
El XXII Campeonato Mundial de Esquí Alpino se celebró en Sapporo (Japón) del 5 al 13 de febrero de 1972 bajo la organización de la Federación Internacional de Esquí (FIS) y la Federación Japonesa de Esquí.
Este evento fue realizado dentro de los XI Juegos Olímpicos de Invierno, pero para el Campeonato se otorgó adicionalmente medallas en la prueba combinada.

## Medallistas

### Masculino
| Evento                  | Oro                                          | Plata                              | Bronce                               |
| ----------------------- | -------------------------------------------- | ---------------------------------- | ------------------------------------ |
| Descenso (07.02)        | Bernhard Russi · Suiza · 1:51,43             | Roland Collombin · Suiza · 1:52,07 | Heinrich Messner · Austria · 1:52,40 |
| Eslalon (10.02)         | Francisco Fernández Ochoa · España · 1:49,27 | Gustav Thöni · Italia · 1:50,28    | Roland Thöni · Italia · 1:50,30      |
| Eslalon gigante (13.02) | Gustav Thöni · Italia · 3:09,62              | Edmund Bruggmann · Suiza · 3:10,75 | Werner Mattle · Suiza · 3:10,99      |
| Combinada (13.02)       | Gustav Thöni · Italia · 21,12 pts.           | Walter Tresch · Suiza · 46,98 pts. | Jim Hunter · Canadá · 86,41 pts.     |

### Femenino
| Evento                  | Oro                                          | Plata                                     | Bronce                               |
| ----------------------- | -------------------------------------------- | ----------------------------------------- | ------------------------------------ |
| Descenso (05.02)        | Marie-Theres Nadig · Suiza · 1:36,68         | Annemarie Moser-Pröll · Austria · 1:37,00 | Susan Corrock Estados Unidos 1:37,68 |
| Eslalon (11.02)         | Barbara Cochran Estados Unidos 1:31,24       | Danièle Debernard Francia 1:31,26         | Florence Steurer Francia 1:32,69     |
| Eslalon gigante (08.02) | Marie-Theres Nadig · Suiza · 1:29,90         | Annemarie Moser-Pröll · Austria · 1:30,75 | Wiltrud Drexel · Austria · 1:32,35   |
| Combinada (11.02)       | Annemarie Moser-Pröll · Austria · 25,64 pts. | Florence Steurer Francia 59,51 pts.       | Toril Førland · Noruega · 80,95 pts. |

## Medallero
| Núm. | País           | Oro | Plata | Bronce | Total |
| ---- | -------------- | --- | ----- | ------ | ----- |
| 1    | Suiza          | 3   | 3     | 1      | 7     |
| 2    | Italia         | 2   | 1     | 1      | 4     |
| 3    | Austria        | 1   | 2     | 2      | 5     |
| 4    | Estados Unidos | 1   | 0     | 1      | 2     |
| 5    | España         | 1   | 0     | 0      | 1     |
| 6    | Francia        | 0   | 2     | 1      | 3     |
| 7    | Canadá         | 0   | 0     | 1      | 1     |
| 7    | Noruega        | 0   | 0     | 1      | 1     |
|      | TOTAL          | 8   | 8     | 8      | 24    |